# Zygmunt Laskowski

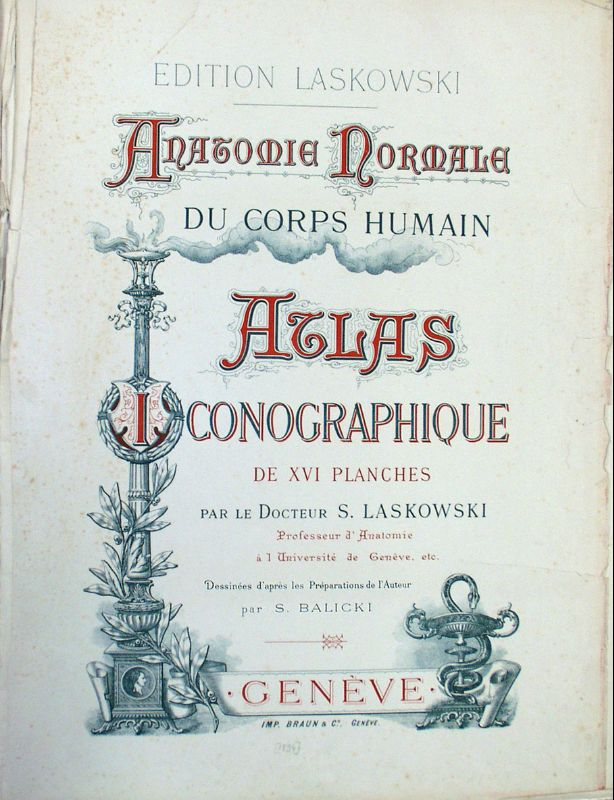
Tytułowa strona atlasu anatomicznego Laskowskiego (Genewa, 1893)

Zygmunt Władysław Laskowski, Sigismond Ladislas Laskowski (ur. 19 stycznia 1841 w Warszawie, zm. 15 kwietnia 1928 w Genewie)  – polski lekarz, anatom, profesor anatomii Uniwersytetu Genewskiego, uczestnik powstania styczniowego, działacz polonijny.

## Życiorys
Syn urzędnika Mateusza Laskowskiego i Józefy z Maraszkiewiczów. Miał braci Aleksandra, Gustawa i Ksawerego. Po ukończeniu gimnazjum rozpoczął studia medyczne na nowo otwartej Akademii Medyko-Chirurgicznej w Warszawie, jego nauczycielami byli Henryk Fryderyk Hoyer, Ludwik Maurycy Hirszfeld i Włodzimierz Brodowski.
Przygotowywał powstanie styczniowe. W lutym 1863 przy jego udziale przejęto Kasę Królestwa Polskiego, w czerwcu wyjechał do Paryża, by tam zrealizować przejęte w ten sposób listy zastawne i współpracować przy emisji banknotów i bilonu Rządu Narodowego. Część źródeł podaje, że został aresztowany i więziony w Cytadeli Warszawskiej.
Po upadku powstania nie powrócił z emigracji. Uzupełniał studia medyczne w Londynie i Cambridge. Uczył się m.in. u George′a Murraya Humphry′ego. Następnie wrócił do Francji i studiował anatomię pod kierunkiem Marie Philiberta Constanta Sappeya. W 1867 roku obronił pracę doktorską dotyczącą chirurgicznego leczenia guzów jajnika (Etude sur l′hydropisie enkystée de l'ovaire et son traitement chirurgical). W roku 1866 wynalazł nowy sposób balsamowania i przechowywania preparatów anatomicznych, za który otrzymał medal na wystawie paryskiej w roku 1867, w Krakowie 1869 i w Paryżu w 1878 roku.
W latach 1869–1875 był docentem anatomii i chirurgii operacyjnej w szkole praktycznej paryskiego fakultetu medycznego. W 1871 uczestniczył w wojnie francusko-pruskiej jako naczelny chirurg jednego z ambulansów polowych; był też bardzo czynny podczas oblężenia Paryża. Po 1875 przeniósł się do Genewy, zaproszony przez radę stanu Rzeczypospolitej Genewskiej. Tam został współtwórcą wydziału lekarskiego na Uniwersytecie Genewskim. Był działaczem polonijnym w Szwajcarii, założył w Genewie Muzeum Anatomiczne, pełnił funkcję dyrektora Muzeum Polskiego w Rapperswilu. Był członkiem Ligi Narodowej w latach 1895–1910.
W 1900 Uniwersytet Jagielloński przyznał mu tytuł doktora honoris causa. W 1916 został doktorem honoris causa Uniwersytetu Genewskiego. Był członkiem honorowym Poznańskiego Towarzystwa Przyjaciół Nauk. Postanowieniem prezydenta RP z 19 sierpnia 1926 został mianowany profesorem honorowym Uniwersytetu Warszawskiego.
Pod koniec życia zajmował się amatorsko astronomią, był jednym z pierwszych obserwatorów Nova Aquilae 1918.
Żonaty z Zofią Czaplicką. Miał dwóch synów, Zygmunta (inż. chemik, zginął w wypadku w fabryce w Lublinie) i Tadeusza (lekarz stomatolog, zamieszkały w Genewie) i trzy córki, Jadwigę, żonę adwokata Cypriana Pomorskiego, Margueritę, żonę ziemianina Stanisława Burczak-Abramowicza i Helenę, żonę inż. Józefa Lenartowicza z Warszawy.

## Odznaczenia
- Order Odrodzenia Polski
- Krzyż Kawalerski Legii Honorowej[6]
- Order Świętych Maurycego i Łazarza

## Wybrane prace
- Etude sur l′hydropisie enkystée de l'ovaire et son traitement chirurgical. Paris: A. Delahaye, 1867
- Ueber ein neues Verfahren von Conservirung anatomischer Leichentheile. Allg. wien. med. Ztg. 17, 1872
- Nowy sposób konserwowania preparatów anatomicznych i anatomo-patologicznych: tudzież zachowanie zwłok od prędkiego rozkładu. Pamiętniki Towarzystwa Nauk Ścisłych w Paryżu 8, 1876
- Procédé de conservation des cadavres et des préparations anatomiques. Cong. périod. internat. d. sc. méd. compt.-rend., ss. 697–703, 1878
- Les procedés de conservation des pieces anatomiques, 1885
- L’embaumement et la conservation des sujets et des preparations anatomiques, 1886
- Grand atlas anatomique, 1877
- Un cas d'amyélencéphalie partielle. Revue médicale de la Suisse romande, 1885
- Procédé de conservation des cadavres et des préparations anatomiques. (Extrait du mémoire couronné par l'Acad. d. sc., arts et belles-lettres de Caen.) Internationale Monatsschrift für Anatomie und Histologie, 1886
- L'embaumement, la conservation des sujets et les préparations anatomiques., 1886
- Atlas iconographique composé de XVI grandes planches chromolitographiques destiné a l'usage des écoles supérieures, des étiudants en médecine, des peintres et des statuaires. Genève: Braun, 1894